# Aphelinus demyaati
Aphelinus demyaati är en stekelart som beskrevs av Abd-rabou 2005. Aphelinus demyaati ingår i släktet Aphelinus och familjen växtlussteklar.
Artens utbredningsområde är Egypten. Inga underarter finns listade i Catalogue of Life.